# Oliarus clipealis
Oliarus clipealis är en insektsart som beskrevs av Jacobi 1928. Oliarus clipealis ingår i släktet Oliarus och familjen kilstritar. Inga underarter finns listade i Catalogue of Life.